# Boomerang (Lied)
Boomerang ist ein Lied der deutsch-kroatischen Popsängerin Blümchen aus dem Jahr 1996.

## Entstehung und Veröffentlichung
Geschrieben wurde das Lied gemeinsam von Lukas Hilbert (Lukas Loules), Arn Schlürmann (Paralyzer) und Alfred von Meysenburg (Meyse). Paralyzer zeichnete darüber hinaus mit Stani Djukanovic für die Produktion verantwortlich.
Die Erstveröffentlichung von Boomerang erfolgte am 20. Mai 1996 als Teil von Herzfrequenz bei Control Records (Katalognummer: 0041912), dem Debütalbum von Blümchen. Am 12. Juni 1996 erschien es als dritte Singleauskopplung aus dem Album. Diese erschien als CD-Maxi-Single mit drei verschiedenen Versionen des Liedes (Katalognummer: 0041995).

## Inhalt
„Wie ein Boom, boom, boom, boom, Boomerang.

Komm’ ich immer wieder bei dir an.

Wie ein Boom, boom, boom, boom, Boomerang.

Komm’ ich immer näher an dich ran.“

## Musikvideo
Regie beim dazugehörigen Musikvideo führte Oliver Sommer. Das Musikvideo zählte bis Oktober 2024 über elf Millionen Aufrufe auf der Videoplattform YouTube.

## Chartplatzierungen
| ChartsChartplatzierungen | Höchstplatzierung | Wochen |
| ------------------------ | ----------------- | ------ |
| Deutschland (GfK)        | 7 (19 Wo.)        | 19     |
| Österreich (Ö3)          | 10 (12 Wo.)       | 12     |
| Schweiz (IFPI)           | 9 (8 Wo.)         | 8      |

| ChartsJahrescharts (1996) | Platzierung |
| ------------------------- | ----------- |
| Deutschland (GfK)         | 87          |